# Ständige Konferenz Schauspielausbildung
Die Ständige Konferenz Schauspielausbildung (SKS) ist eine Arbeitsgemeinschaft der deutschsprachigen staatlichen oder städtischen Ausbildungsinstitute für Berufsschauspieler. Sie dient der Kooperation und Kommunikation der Ausbildungsinstitute und erörtert inhaltliche und organisatorische Fragen sowie sie von überregionaler Bedeutung sind. Zentrale Aufgabe der SKS ist dabei die Qualitätssicherung der Schauspielausbildung. Um diese zu gewährleisten, tritt die SKS im Interesse der Studierenden für eine Weiterentwicklung der Ausbildungsmöglichkeiten ein und vertritt, soweit möglich, gemeinschaftlich die Interessen ihrer Mitglieder gegenüber der Rektorenkonferenz der Musikhochschulen der Bundesrepublik Deutschland sowie gegenüber Bundes- und Landesministerien.
Die SKS wirkt durch die Arbeit ihrer Mitgliedsinstitute an der Gestaltung eines jährlich stattfindenden Theatertreffens Deutschsprachiger Schauspielstudierender mit, verbunden mit dem Bundeswettbewerb zur Förderung des Schauspielnachwuchses des Bundesministeriums für Bildung und Forschung der Bundesrepublik Deutschland.

## Mitgliedsinstitute
Die Mitgliedsinstitute der SKS, also staatliche oder städtische Ausbildungsinstitute für Berufsschauspielerinnen und Schauspieler bzw. staatliche Hochschulen im deutschen Sprachraum, die den Studiengang Schauspiel anbieten – im allgemeinen Sprachgebrauch Schauspielschulen genannt –, sind:
- Universität der Künste Berlin – Fakultät Darstellende Künste (Studiengang Schauspiel)
- Hochschule für Schauspielkunst „Ernst Busch“ Berlin
- Hochschule der Künste Bern (Fachbereich Theater)
- Folkwang Universität der Künste (Studiengang Schauspiel, Bochum)
- Hochschule für Musik und Darstellende Kunst Frankfurt am Main (Fachbereich Darstellende Kunst)
- Universität für Musik und darstellende Kunst Graz (Institut 9 – Schauspiel)
- Hochschule für Musik und Theater Hamburg (Fachbereich 7 – Schauspiel)
- Hochschule für Musik, Theater und Medien Hannover (Studiengang Schauspiel)
- Hochschule für Musik und Theater „Felix Mendelssohn Bartholdy“ Leipzig (Fakultät II. – „Schauspielinstitut Hans Otto“)
- Akademie für Darstellende Kunst Baden-Württemberg – Ludwigsburg
- Bayerische Theaterakademie August Everding München (Studiengang Schauspiel)
- Otto-Falckenberg-Schule München (Fachakademie für darstellende Kunst der Landeshauptstadt München)
- Filmuniversität Babelsberg „Konrad Wolf“ in der Landeshauptstadt Potsdam (Fachbereich 1 – Studiengang Schauspiel)
- Hochschule für Musik und Theater Rostock (Institut Schauspiel)
- Universität Mozarteum Salzburg (Abteilung für Schauspiel und Regie)
- Staatliche Hochschule für Musik und Darstellende Kunst Stuttgart (Bereich: Schauspiel)
- Musik und Kunst Privatuniversität der Stadt Wien (Studiengang Schauspiel)
- Universität für Musik und darstellende Kunst Max-Reinhardt-Seminar Wien (Abteilung Schauspiel und Regie)
- Zürcher Hochschule der Künste (Departement Theater)

## Theatertreffen deutschsprachiger Schauspielstudierender
Das Theatertreffen deutschsprachiger Schauspielstudierender – im allgemeinen Sprachgebrauch auch Schauspielschultreffen – findet jedes Jahr unter den Mitgliedsinstituten der Ständigen Konferenz Schauspielausbildung statt, am Standort eines der Institute. Unter den teilnehmenden Studentenensembles wird der Bundeswettbewerb zur Förderung des Schauspielnachwuchses ausgetragen.
Darüber hinaus dient das Treffen dem praktischen Erfahrungsaustausch in Seminaren und Workshops der Schauspielstudierenden und Hochschullehrer untereinander und mit Schauspielern, Regisseuren, Autoren und Dramaturgen aus der Berufspraxis, sowie der Auseinandersetzung mit den technisch-ästhetischen Medien. Der Träger des Theatertreffens ist die Europäische Theaterakademie GmbH „Konrad Ekhof“ Hamburg.